# Stepan Irschak
Stepan Irschak (ukrainisch Степан Іршак; * 1991 in Lemberg) ist ein ukrainischer Naturbahnrodler. Er startete in der Saison 2009/2010 im Weltcup sowie bei der Europameisterschaft.

## Karriere
Stepan Irschak nahm in der Saison 2009/2010 erstmals an internationalen Wettkämpfen teil. Im Einsitzer bestritt er drei Weltcuprennen, kam dabei zweimal als 32. und einmal als 36. ins Ziel und belegte punktegleich mit dem Bulgaren Tschawdar Arsow Platz 49 im Gesamtweltcup. Im Doppelsitzer bestritt zusammen mit Marjan Husner ein Weltcuprennen, das sie allerdings nur auf dem zwölften und letzten Platz beendeten. Bei der Europameisterschaft 2010 in St. Sebastian startete Stepan Irschak nur im Einsitzer und kam mit über einer Minute Rückstand als 32. ins Ziel. Er nahm auch an der Juniorenweltmeisterschaft 2010 in Deutschnofen teil und belegte dort Platz 25 im Einsitzer sowie zusammen mit Marjan Husner Rang sieben im Doppelsitzer. In den Saisonen 2010/2011 und 2011/2012 bestritt Irschak keine internationalen Wettkämpfe.

## Erfolge

### Europameisterschaften
- St. Sebastian 2010: 32. Einsitzer

### Juniorenweltmeisterschaften
- Deutschnofen 2010: 25. Einsitzer, 7. Doppelsitzer (mit Marjan Husner)

### Weltcup
- Einmal unter den besten 50 im Einsitzer-Gesamtweltcup
- Einmal unter den besten 20 im Doppelsitzer-Gesamtweltcup
- Zwei Top-35-Platzierungen in Einsitzer-Weltcuprennen
- Eine Top-15-Platzierung in Doppelsitzer-Weltcuprennen